# Umm-Salal SC
Umm-Salal Sport Club (arabisch نادي ام صلال الرياضي) ist ein Sportverein aus Umm Salal in Katar. Die Herren-Fußballmannschaft spielt in der Qatar Stars League, der höchsten nationalen Fußballliga. Die Heimspiele werden im Thani bin Jassim Stadion ausgetragen.

## Vereinsgeschichte
In der Saison 2006/07 gelang der Aufstieg in die höchste Spielklasse und beendete die Saison als Aufsteiger auf dem dritten Platz. Im Jahr 2008 konnte die 1979 gegründete Fußballmannschaft mit dem Gewinn des Emir of Qatar Cup den ersten Titel der Vereinsgeschichte feiern. Dabei wurde im Finale der damals amtierende Meister Al-Gharafa bezwungen. Durch diesen Sieg qualifizierte sich das Team für die AFC Champions League 2009. Die Saison 2008/09 schloss die Mannschaft auf Platz sechs ab.

## Platzierungen
| Saison   | 2007 | 2008 | 2009 | 2010 | 2011 | 2012 | 2013 | 2014 | 2015 | 2016 | 2017 | 2018 | 2019 | 2020 | 2021 | 2022 | 2023 | 2024 |
| -------- | ---- | ---- | ---- | ---- | ---- | ---- | ---- | ---- | ---- | ---- | ---- | ---- | ---- | ---- | ---- | ---- | ---- | ---- |
| Liga     | 1    | 1    | 1    | 1    | 1    | 1    | 1    | 1    | 1    | 1    | 1    | 1    | 1    | 1    | 1    | 1    | 1    | 1    |
| Position | 3    | 3    | 6    | 7    | 9    | 11   | 5    | 7    | 6    | 5    | 6    | 4    | 9    | 10   | 10   | 7    | 10   | 7    |

## Vereinserfolge

### National
- Emir of Qatar Cup

Gewinner 2008

## Trainer
- Bertrand Marchand (2012–2013)
- Alain Perrin (2013)